# این منم، واکین
این منم، واکین (که همچنین به نام Yo soy Joaquin نیز شناخته می‌شود)، کتاب شعر حماسی و مصور از رودلفو «کورکی» گونزالس است که به جنبش چیکانوها در دهه ۱۹۶۰ در ایالات متحده می‌پردازد. در این منم، واکین، واکین (راوی شعرها) از مبارزه‌هایی می‌گوید که مردم چیکانو در تلاش برای دستیابی به دادگری اقتصادی و حقوق برابر در ایالات متحده و همچنین یافتن هویت مستقل در جامعه آمیخته آمریکا با آن روبرو بوده‌اند. او وعده می‌دهد که اگر همه مردم شیکانو سربلند بمانند و روحیه سازش داشته باشند، فرهنگش زنده خواهد ماند.
جنبش چیکانو از شعرهای نوین بسیار الهام گرفت. این منم، واکین یکی از نخستین و پرخواننده‌ترین آثار در پیوند با این جنبش است. به‌طور کلی، این شعر بلند دشواری‌های نوین آن زمان چیکانوها در دهه ۱۹۶۰ را توصیف می‌کند که سعی می‌کردند با فرهنگ آمریکایی آمیخته شوند و همچنان نیز برخی از رویه‌های فرهنگ خود را برای نسل‌های آینده دست نخورده نگه دارند.
در سال ۱۹۶۹ یک فیلم کوتاه به کارگردانی لوئیس والدز، از چهره‌های برجسته تئاتر چیکانو، از این شعر اقتباس و ساخته شد.

## برگردان فارسی
رضی هیرمندی کتاب را با مشخصات زیر به فارسی برگردانده است:
- این منم واکین، رودولفو گونزالس، برگردان رضی هیرمندی، چاپ نخست ۲۵۳۵، تهران: انتشارات امیرکبیر، مصور، ۱۲۸ صفحه.